# Paloscio

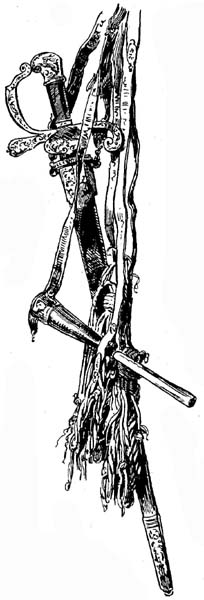
Bandoliera da caccia con Paloscio e cornetta
Schizzi di Wendelin Boeheim - 1890

Il paloscio era un tipo di spada da caccia in uso in Europa a partire dal XVII secolo. Anche noto come "Daga da caccia", era arma ad una mano, con lama monofilare, diritta o leggermente ricurva, presentante spesso il falso-taglio affilato. L'impugnatura aveva quasi sempre fornimento di pregevole qualità (intarsi, materiali pregiati quali corno, argento ecc.) e presentava spesso il para-mano già introdotto nelle armi d'uso bellico dal dussack e dalla spada da lato.

## Storia
L'utilizzo in campo venatorio di armi manesche, in appoggio alla lancia, si diffuse in Europa al tempo dell'Impero carolingio. La società franca attribuiva infatti un importantissimo valore educativo-morale alla pratica della caccia, soprattutto la caccia a selvaggina pericolosa come il cinghiale, l'orso ed il lupo. Onde dimostrare il proprio valore, il guerriero, durante la caccia al cinghiale, non doveva abbattere l'animale con un colpo di lancia bensì ricorrendo ad una daga, arma che lo avrebbe obbligato ad una distanza molto più ravvicinata con il pericoloso suino selvatico.
Nel corso del Tardo Medioevo, la nobiltà europea sviluppò la pratica venatoria con la spada, spingendo allo sviluppo ed al raffinarsi della spada da caccia, arma poco più corta di una normale spada ad una mano. La massiccia diffusione delle armi da fuoco ridusse notevolmente l'impiego delle armi manesche nelle battute di caccia della prima Età Moderna. Pregiati esemplari di daghe da caccia, i palosci, restarono in uso ai nobili per la pratica esclusiva della caccia al cervo sin dal XVIII secolo.